# ステイシー・フルーレー
ステイシー・フルーレー（Stacey Fluhler、1995年11月3日 - ）は、ニュージーランドの女子ラグビー選手。

## プロフィール
- ニュージーランド・パパクラ出身[1]。
- ポジションはセンター(CTB)。
- 身長 170cm、体重 78kg
- 兄のボーディンはラグビー選手[2](7人制ニュージーランド代表)。
- 女子ニュージーランド代表キャップは20（2022年11月現在）。
- 女子ラグビーワールドカップ2017のニュージーランド代表に選ばれた[3]。

## 略歴
2021年、東京五輪の7人制女子ニュージーランド代表に選ばれて金メダル獲得。
2022年、ラグビーワールドカップ2021の女子ニュージーランド代表に選ばれて、ブラックファーンズ2大会連続優勝に貢献。
2024年、2024パリ五輪の7人制女子ニュージーランド代表に選ばれて金メダル獲得。

## 受賞歴
- ワールドラグビー女子15人制ドリームチーム:2021年[7]